# Listă de conducători de stat din 1922
1918 - 1919 - 1920 - 1921 - 1922 - 1923 - 1924 - 1925 - 1926
Aceasta este o listă a conducătorilor de stat din anul 1922:

## Europa
- Anglia: George al V-lea (rege din dinastia Windsor, 1910-1936)
- Austria: Michael Hainisch (președinte, 1920-1928)
- Belgia: Albert I (rege din dinastia Saxa-Coburg, 1909-1934)
- Bulgaria: Boris al III-lea (țar din dinastia de Saxa-Coburg-Gotha, 1918-1943)
- Cehoslovacia: Tomas Garrigue Masaryk (președinte, 1918-1935)
- Danemarca: Christian al X-lea (rege din dinastia de Glucksburg, 1912-1947)
- Elveția: Robert Haab (președinte, 1922, 1929)
- Finlanda: Kaarlo Juho Stahlberg (președinte, 1919-1925)
- Franța: Alexandre Millerand (președinte, 1920-1924)
- Germania: Friedrich Ebert (președinte, 1919-1925)
- Grecia: Constantin I (rege din dinastia Glucksburg, 1913-1917, 1920-1922) și George al II-lea (rege din dinastia Glucksburg, 1922-1923, 1935-1947)
- Imperiul otoman: Mehmed al VI-lea Vahîdeddin (sultan din dinastia Osmană, 1918-1922)
- Irlanda: Eamon De Valera (președinte, 1919-1922, 1959-1973), Arthur Griffith (președinte, 1922) și Timothy Michael Healy (guvernator general, 1922-1927)
- Italia: Victor Emmanuel al III-lea (rege din dinastia de Savoia, 1900-1946)
- Iugoslavia: Alexandru I (rege din dinastia Karagheorghevic, 1921-1934)
- Liechtenstein: Johannes al II-lea cel Bun (principe, 1858-1929)
- Luxemburg: Charlotte (mare ducesă din dinastia de Nassau, 1919-1964)
- Monaco: Albert (principe, 1889-1922) și Louis al II-lea (principe, 1922-1949)
- Norvegia: Haakon al VII-lea (rege din dinastia de Glucksburg, 1905-1957)
- Olanda: Wilhelmina (regină din dinastia de Orania-Nassau, 1890-1948)
- Polonia: Jozef Pilsudski (președinte, 1918-1922), Gabriel Narutowicz (președinte, 1922) și Stanislaw Wojciechowski (președinte, 1922-1926)
- Portugalia: Antonio Jose de Almeida (președinte, 1919-1923)
- România: Ferdinand I (rege din dinastia Hohenzollern-Sigmaringen, 1914-1927)
- Rusia: Mihail Ivanovici Kalinin (președinte, 1919-1922; ulterior, președinte al Uniunii Sovietice, 1922-1946)
- Spania: Alfonso al XIII-lea (rege din dinastia de Bourbon, 1886-1931)
- Statul papal: Benedict al XV-lea (papă, 1914-1922) și Pius al XI-lea (papă, 1922-1939)
- Suedia: Gustav al V-lea (rege din dinastia Bernadotte, 1907-1950)
- Ungaria: Miklos Horthy (regent, 1920-1944)
- Uniunea Sovietică: Mihail Ivanovici Kalinin (președinte, 1922-1946; anterior, președinte al Rusiei, 1919-1922)

## Africa
- Africa de sud: Arthur Frederick Patrick Albert (guvernator general, 1920-1924)
- Bagirmi: Abd al-Kadir al III-lea (mbang, 1918-1935)
- Barotse: Yeta al III-lea (sau Litia) (litunga, 1916-1945)
- Benin: Eweka al II-lea (obba, 1914-1933)
- Buganda: Daudi Chwa al II-lea (kabaka, 1897-1939)
- Bunyoro: Duhaga al II-lea (Andrea Bisereko) (mukama din dinastia Bito, 1902-1924)
- Burundi: Mwambutsa al IV-lea Baciricenge (mwami din a patra dinastie, 1915-1966)
- Egipt: Ahmad Fuad I (sultan, 1917-1936; rege, din 1922)
- Ethiopia: Zauditu (Zudito, Judith) (împărăteasă, 1916-1930)
- Kanem-Bornu: Bukar Garbai (șeic din dinastia Kanembu, 1901-1922) și Umar Sanda Lura (șeic din dinastia Kanembu, 1922-1937)
- Lesotho: Griffith (rege, 1913-1939)
- Liberia: Charles Dunbar Burgess King (președinte, 1920-1930)
- Maroc: Moulay Youssef ibn Hassan (sultan din dinastia Alaouită, 1912-1927)
- Oyo: Laeigbolu I (rege, 1911-1944)
- Rwanda: Yuhi al V-lea Musinga (rege, 1896-1931)
- Swaziland: Sobhuza al II-lea (Mona) (rege din clanul Ngwane, 1899-1982)
- Tunisia: Muhammad al V-lea ibn Muhammad (II) an-Nasir (bey din dinastia Husseinizilor, 1906-1922) și Muhammad al VI-lea al-Habib (bey din dinastia Husseinizilor, 1922-1929)
- Zanzibar: Halifa ibn Harrub (sultan din dinastia Bu Said, 1911-1960)

## Asia

### Orientul Apropiat
- Afghanistan: Aman-Allah Khan (suveran din dinastia Barakzay, 1919-1929; rege, din 1926)
- Arabia Saudită: Abd al-Aziz al II-lea ibn Abd ar-Rahman ibn Saud (emir, 1902-1953; sultan, din 1917; rege, din 1932)
- Bahrain: Isa I ibn Ali (emir din dinastia al-Khalifah, 1869-1923)
- Iordania: Abd Allah (emir, 1921-1951; rege, din 1946)
- Irak: Faisal I (rege din dinastia Hașemită, 1921-1933)
- Iran: Ahmad Mirza (șah din dinastia Kajarilor, 1909-1925)
- Imperiul otoman: Mehmed al VI-lea Vahîdeddin (sultan din dinastia Osmană, 1918-1922)
- Kuwait: Ahmad ibn Jabir (II) (emir din dinastia as-Sabbah, 1921-1950)
- Oman: Taimur ibn Faisal (emir din dinastia Bu Said, 1913-1932)
- Qatar: Abdullah ibn Kasim (emir din dinastia at-Thani, 1913-1949)
- Yemen, statul Sanaa: al-Mutauakkil ala-l-lah Yahya ibn Muhammad (imam, 1904-1948; rege, din 1918)

### Orientul Îndepărtat
- Bhutan: Uggyen Wang-chuk (rege din dinastia Wang-Chuk, 1907-1926)
- Brunei: Muhammad Jamal al-Alam al II-lea (sultan, 1906-1924)
- Cambodgea: Sisovath (Prakeo Fra) (rege, 1904-1927)
- China: Xu Shichang (președinte, 1918-1922) și Li Yuanhong (președinte, 1916-1917, 1922-1923)
- India: Rufus Daniel Isaacs (vicerege, 1921-1925)
- Japonia: Taiso (împărat, 1915-1926)
- Laos, statul Champassak: Chao Nguy (Tiao Ratsadanay) (rege, 1900-1946; guvernator, din 1907)
- Laosul superior: Som Dak Phra Chao Sisavang Vong (rege, 1904-1945; ulterior, rege în Laos, 1945-1959)
- Maldive: Șams ad-Din Muhammad Iskandar (sultan, 1893, 1903-1935)
- Mataram (Jogjakarta): Abd ar-Rahman Amangkubowono al VIII-lea (sultan, 1921-1939)
- Mataram (Surakarta): Pakubowono al X-lea (Witjaksana) (sultan, 1893-1939)
- Mongolia: Bodo Gegen Han Jebtsun Damba Hutuktu (hakan, 1912-1924)
- Nepal, statul Gurkha: Tribhuvana Bir Bikram Jang Bahadur Șah Bahadur Șamșir Jang Deva (rege, 1911-1950, 1951-1955)
- Rusia: Mihail Ivanovici Kalinin (președinte, 1919-1922; ulterior, președinte al Uniunii Sovietice, 1922-1946)
- Thailanda, statul Ayutthaya: Pra Mongkut Klao Chaoyuhua (Vajiravudh, Rama al VI-lea) (rege din dinastia Chakri, 1910-1925)
- Tibet: nGag-dbang bLo-bzang Thub-ldan rgya-mtsho (dalai lama, 1876-1933)
- Tibet: Panchen Tup-den Ch'os-kyi Nyi-ma dGe-legs rNam-rgyal (Choskyi Nyima Geleg Namgyal) (panchen lama, 1883-1937)
- Uniunea Sovietică: Mihail Ivanovici Kalinin (președinte, 1922-1946; anterior, președinte al Rusiei, 1919-1922)
- Vietnam, statul Annam: Khai Dinh (Nguyen Hoang-Tong) (împărat din dinastia Nguyen, 1916-1925)

## America
- Argentina: Hipolito Yrigoyen (președinte, 1916-1922, 1928-1930) și Marcelo Torcuato de Alvear (președinte, 1922-1928)
- Bolivia: Bautista Saavedra (președinte, 1921-1925)
- Brazilia: Epitacio da Silva Pessoa (președinte, 1919-1922) și Artur da Silva Bernardes (președinte, 1922-1926)
- Canada: Julian Hedworth George Byng (guvernator general, 1921-1926)
- Chile: Arturo Alessandri y Palma (președinte, 1920-1924, 1925, 1932-1938)
- Columbia: Jorge Holguin (președinte, 1909, 1921-1922) și Pedro Nel Ospina (președinte, 1922-1926)
- Costa Rica: Julio Acosta Garcia (președinte, 1920-1924)
- Cuba: Alfredo Zayas y Alfonso (președinte, 1921-1925)
- Republica Dominicană: Francisco Henriques y Carvajal (președinte, 1916-1922) și Juan Bautista Vicini Burgos (președinte, 1922/1923-1924)
- Ecuador: Jose Luis Tamayo (președinte, 1920-1924)
- El Salvador: Jorge Melendez (președinte, 1919-1923)
- Guatemala: Jose Maria Orellana (președinte, 1921-1926)
- Haiti: Philippe Sudre d'Artiguenave (președinte, 1915-1922) și Louis Eustache Antoine Francois Joseph Borno (președinte, 1922-1930)
- Honduras: Rafael Lopez Gutierrez (președinte, 1920-1924)
- Mexic: Alvaro Obregon (președinte, 1920-1924)
- Nicaragua: Diego Manuel Chamorro (președinte, 1921-1923)
- Panama: Belisario Porras (președinte, 1912-1916, 1918-1920, 1920-1924)
- Paraguay: Eusebio Ayala (președinte, 1921-1923, 1932-1936)
- Peru: Augusto Bernardino Legula y Salcedo (președinte, 1908-1912, 1919-1930)
- Statele Unite ale Americii: Warren Gamaliel Harding (președinte, 1921-1923)
- Uruguay: Baltasar Brum (președinte, 1919-1923)
- Venezuela: Juan Vicente Gomez (caudillo, 1908-1935)

## Oceania
- Australia: Henry William (guvernator general, 1914-1925)
- Noua Zeelandă: John Rushworth Jellicoe (guvernator general, 1920-1924)
- Tonga: Salote Tupou a III-a (regină, 1918-1965)